# Dent Blanche
O Dent Blanche (Dente Branco) é uma montanha em forma de pirâmide perfeita que culmina a 4357 m de altitude nos Alpes Valaisanos, dos Maciço do Monte Branco, no cantão Valais, na Suíça. Situa-se na fronteira linguística do cantão suíço do Valais.
Com mais de 4000 m, faz parte da cintura dos cimos que são conhecidos como a coroa imperial formada pelo Weisshorn a 4505 m, o Zinalrothorn a 4221 m, o Ober Gabelhorn a 4063 m, o Matterhorn ou Cervino a 4478 m) e o Dent Blanche com 4357 m, além de fazer parte dos Cumes dos Alpes com mais de 4000 m. 

## Situação
Encontra-se na comuna suíça de Évolène do Distrito de Hérens e constitui um símbolo, ao mesmo título que o Cervin de Zermatt. A via normal passa pela Cabana do Dent Blanche, que se encontra a sul, a 3507 m, acessível a partir de do Vale de Hérens pelo Glaciar de Manzette, donde parte a sua via normal para o cimo.

## Origem do Nome
O Dent Blanche deve ter sido assim chamado por engano com o Dente de Hérens. Ele não é assim tão branco como o seu nome o deixa prever, até porque praticamente isento de gelo. Nos antigos mapas, o Dent Blanche é também indicado como Dent d'Hérens, e a confusão não é tão estranha como isso porque efetivamente os primeiros cartógrafos não eram bem vistos pelos homens da montanha, pelo que faziam as medidas a distância.
Além disso, a confusão também provém do facto de em meados do século XIX os habitantes do vale de Hérens inferior chamarem a montanha de Dent Blanche, enquanto que os do vale superior a chamavam  Dent de Rong ou Dent d'Erins. É por isso que hoje não há nome alemão para o Dent Blanche chamado historicamente por Steinbockhorn.

## Itinerários
- Aresta sul, a via normal (Wandfluhgrat)
  - Dificuldade: AD, passagens de escalada UIAA III
  - Tempo: 4 horas
  - Partida de: Cabana do Dent Blanche, 3507 m
  - Vale: Ferpècle, 1766 m
- Aresta este-nordeste (Viereselsgrat)
  - Dificuldade: D, passagens de escalada UIAA III
  - Tempo: 9 horas
  - Partida de: Cabana de Schönbiel, 2694 m
  - Vale: Zermatt, 1609 m
- Aresta oeste (Ferpèclegrat)
  - Dificuldade: D+, passagens de escalada UIAA IV+
  - Tempo: 7 horas
  - Partida de: Cabana do Dent Blanche, 3507 m
  - Vale: Ferpècle, 1766 m

## Imagens
Vídeo aéreo das três faces na ref. Zermatt

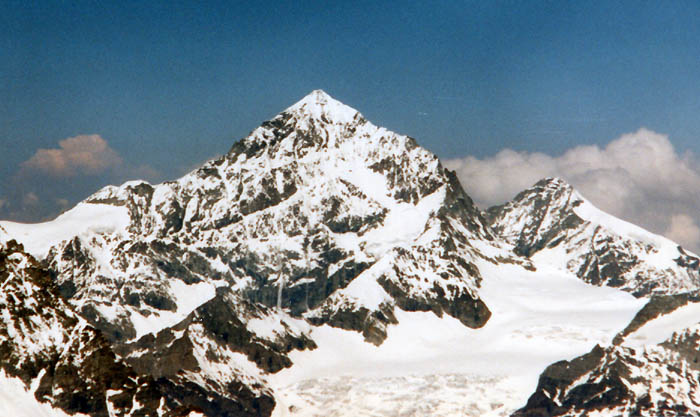
O Dent Blanche visto de Sassenève
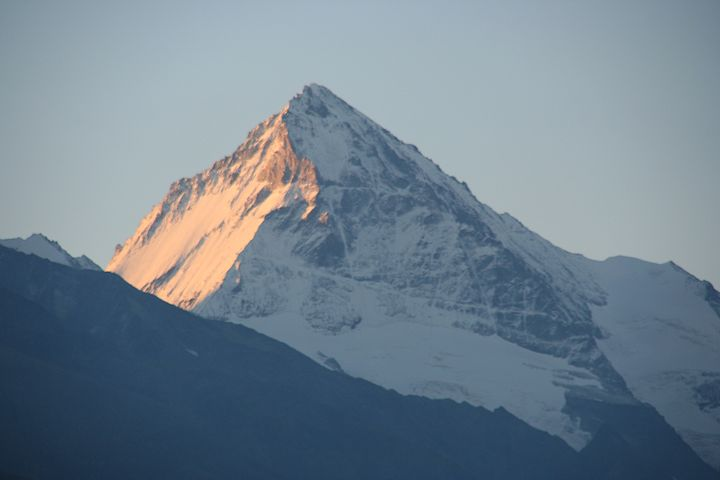
Nascer do Sol visto de Chemeuille